# Targowisko (Żabno)
Targowisko – część miasta Żabno w Polsce, położona w województwie małopolskim, w powiecie tarnowskim.
Leży na północny wschód od centrum miasta, w rejonie ulic Dąbrowskiego, Kościuszki i Sieradzkiej. Miejsce, gdzie ulice te się krzyżują stanowi centralny plac Targowiska. Targowisko stanowi de facto północno-wschodnie przedmieście Żabna o charakterze przeważająco wiejskim. Odległość od centrum Żabna to około 1 km.

## Historia
Dawniej samodzielna wieś i gmina jednostkowa w powiecie dąbrowskim, od 1920 w województwie krakowskim. W 1921 roku liczyła 274 mieszkańców.
1 stycznia 1927 Targowisko (wraz z Konarami i Zakirchalem) włączono do Żabna.